# Eduard Wajciachowicz
Eduard Antonawicz Wajciachowicz (biał. Эдуард Антонавіч Вайцяховіч; ur. 3 kwietnia 1960 w Świrze w rejonie miadzielskim, zm. w styczniu 2022) – białoruski polityk i nauczyciel, deputowany do Rady Najwyższej Republiki Białorusi XIII kadencji; członek Zjednoczonej Partii Obywatelskiej, ugrupowania opozycyjnego wobec Alaksandra Łukaszenki.

## Życiorys

### Wykształcenie i działalność zawodowa
Urodził się 3 kwietnia 1960 roku w osiedlu typu miejskiego Świr, w rejonie miadzielskim obwodu mińskiego Białoruskiej SRR, ZSRR. W 1983 roku ukończył Białoruski Instytut Mechanizacji Gospodarstwa Wiejskiego. W latach 1983–1986 pracował jako nauczyciel, starszy mistrz w Szkole Zawodowo-Technicznej Nr 197 w Iwiu w obwodzie grodzieńskim. Od 1986 roku był dyrektorem Szkoły Zawodowo-Technicznej Nr 207 w Świrze. Jest członkiem Zjednoczonej Partii Obywatelskiej (ZPO). Od 1996 roku wchodził w skład Komitetu Narodowego ZPO.

### Działalność publiczna
W wyborach parlamentarnych w 1995 roku startował formalnie jako kandydat bezpartyjny. W drugiej turze wyborów uzupełniających 10 grudnia 1995 roku został wybrany na deputowanego do Rady Najwyższej Republiki Białorusi XIII kadencji z Miadzielskiego Okręgu Wyborczego Nr 201. 19 grudnia 1995 roku został zarejestrowany przez centralną komisję wyborczą, a 9 stycznia 1996 roku zaprzysiężony na deputowanego. Od 23 stycznia pełnił w Radzie Najwyższej funkcję członka Stałej Komisji ds. Ekologii i Eksploatacji Przyrody. Należał do opozycyjnej wobec prezydenta Alaksandra Łukaszenki frakcji „Działanie Obywatelskie”. Od 3 czerwca był członkiem grupy roboczej Rady Najwyższej ds. współpracy z Bundestagiem Republiki Federalnej Niemiec. 21 czerwca został członkiem delegacji Rady do Zgromadzenia Parlamentarnego Stowarzyszenia Białorusi i Rosji. 27 listopada 1996 roku, po dokonanej przez prezydenta kontrowersyjnej i częściowo nieuznanej międzynarodowo zmianie konstytucji, nie wszedł w skład utworzonej przez niego Izby Reprezentantów Zgromadzenia Narodowego Republiki Białorusi I kadencji. Zgodnie z Konstytucją Białorusi z 1994 roku jego mandat deputowanego do Rady Najwyższej zakończył się 9 stycznia 2001 roku; kolejne wybory do tego organu jednak nigdy się nie odbyły.
Po wycofaniu się z aktywnego życia politycznego założył inkubator małego biznesu w rodzinnych stronach, we wsi Komarowo w rejonie miadzielskim. Między innymi założył sieć sklepów wiejskich „Komarowo”, piekarnię i mały browar.

## Życie prywatne
Eduard Wajciachowicz był katolikiem. Miał żonę i dwoje dzieci.